# Iefke van Belkum
Iefke van Belkum (Leida, 22 luglio 1986) è una pallanuotista olandese, vincitrice di una medaglia d'oro ai giochi olimpici di Pechino 2008.

## Riconoscimenti
- LEN Award: 200